# Пивоварна Лаушман и Джевизов
Пивоварница „Коматево“ (впоследствие „Лаушман и Джевизов“) е бивша пивоварна фабрика, със седалище [Коматево]], Пловдив, основана през 1887 г.  и прекратила самостоятелното си съществуване около 1927 г.

## История на пивоварната
Пивоварната фабрика „Лаушман и Джевизов“ е основана в Коматево (понастоящем квартал на Пловдив) от Фридрих Лаушман, като по късно като съдружници се включват и български търговци. Пивоварната притежава и инсталация за изкуствен лед.
През 1895 г. пивоварната фабрика произвежда 113 400 литра бира, продава 112 940 литра, като заплаща акциз на държавата в размер на 5647,00 лева. През 1896 г. фабриката произвежда 96 520 литра бира, продава 88 560 литра, и заплаща акциз в размер на 4427,00 лева. През 1897 г. са произведени 70 560 литра, продадени са 54 000 литра, и е заплатен акциз 2701,00 лева. През първото полугодие на 1898 г. произведеното количество бира достига 118 080 литра, от които са продадени 75 970 литра и е заплатен акциз в размер на 3789,00 лева.
През последните години от съществуването си коматевската фабрика става собственост на сливенското пивоварно дружество „Асеновец“АД
Спадът в производството на бира в България, особено след 1925 г., дължащ се на тежката акцизна политика на българското правителство, за сметка на поощряване на винарската индустрия, принуждава собствениците на пивоварни фабрики в България да образуват на 3 април 1927 г. пивоварен картел, в който влизат всички съществуващи към момента 18 фабрики, вкл. и тази в Коматево. По решение на картела се затварят 12 пивоварни фабрики, сред които и Коматевската пивоварна. Затворените фабрики спират производство и част от тях продължават да функционират само като депозитни складове за продажба на пиво на останалите 6 действащи пивоварни. Създаването на картела не успява да преодолее спада и различията и през 1931 г. пивоварния картел престава да съществува.